# Stiromesostenus xanthostomus
Stiromesostenus xanthostomus là một loài tò vò trong họ Ichneumonidae.